# Брест (Франция)
Вижте пояснителната страница за други значения на Брест.
Брест (на френски: Brest) е град в Северозападна Франция, департамент Финистер на регион Бретан.
Разположен на върха на Бретанския полуостров, в Армориканските възвишения. Населението на града е 142 722 души (2007), а на градската агломерация – около 210 117 души (1999).
Брест е важно пристанище и военноморска база. Има железопътна гара, аерогара, биологическа станция, обсерватория и морско училище. Електронна, корабостроителна, текстилна, хранително-вкусова, машиностроителна и химическа промишленост.

## Известни личности
Родени в Брест
- Гонсало Игуаин (р. 1987), аржентински футболист

Починали в Брест
- Сен Пол Ру (1861 – 1940), поет